# Acantilado de cristal
El acantilado de cristal es el fenómeno mediante el cual las mujeres en puestos de liderazgo, como las ejecutivas en el mundo empresarial y las candidatas a elecciones políticas, tienen más probabilidades que los hombres de alcanzar puestos de dirección durante períodos de crisis o recesión, en los que la probabilidad de fracaso es mayor.

## Orígenes
El término fue acuñado en 2004 por los profesores británicos Michelle K. Ryan y Alexander Haslam de la Universidad de Exeter. Ryan y Haslam examinaron los resultados de las empresas del FTSE 100 antes y después del nombramiento de nuevos directivos. Encontraron una tendencia según la cual las empresas que nombraron mujeres como directivas llevaban obteniendo malos resultados en los cinco meses anteriores. En analogía con el concepto de techo de cristal, este trabajo condujo a la identificación de un fenómeno conocido como "acantilado de cristal", es decir, un acantilado con un borde invisible y que, por tanto, no permite percibir el peligro de precipitarse hacia el fracaso. El riesgo está en acceder a una posición ejecutiva que, aparentemente, permite traspasar el techo de cristal, pero que, a la postre, solo puede conllevar un descalabro, ya que los objetivos iniciales eran inalcanzables. El término se creó para el mundo de la empresa, pero con el tiempo su uso se ha extendido también a la política y otros ámbitos.

## Resumen
La investigación de Ryan y Haslam mostró que, una vez las mujeres rompen el techo de cristal y asumen posiciones de liderazgo, a menudo pasan por experiencias diferentes a las de sus homólogos masculinos. En concreto, las mujeres tienen más probabilidades de ocupar puestos precarios y, por tanto, con mayor riesgo de fracasar, bien por ser nombradas para dirigir organizaciones (o unidades organizativas) en crisis, bien por no recibir el apoyo y los recursos necesarios para el éxito. La permanencia en el cargo de los directores ejecutivos suele ser más corta en las empresas que tienen dificultades, en comparación con las que son estables. Evocando la metáfora del techo de cristal, Ryan y Haslam acuñaron la expresión "acantilado de cristal" para referirse al peligro que implica la exposición a la caída por no ser evidente el riesgo.
El concepto de acantilado de cristal también se emplea para describir la discriminación laboral experimentada por líderes discapacitados o pertenecientes a minorías.
La evidencia del fenómeno del acantilado de cristal se ha documentado también en el terreno jurídico. En 2006, un estudio evidenció cómo era mucho más probable que los estudiantes de derecho asignaran un caso de alto riesgo a una abogada que a un abogado. Otro estudio, en 2010, descubrió que los estudiantes universitarios británicos de ciencias políticas eran más proclives a optar por un político varón para postularse a un escaño seguro en unas elecciones y, sin embargo, mucho más propensos a seleccionar a una candidata cuando el escaño se describía como difícil de conseguir.
Por otra parte, un trabajo de 2009 sobre los resultados empresariales anteriores al nombramiento de su director general sostiene que, en el caso de las CEO en EE. UU., las mujeres no tienen más probabilidades que los hombres de ser seleccionadas para puestos de liderazgo precarios.

## Explicación
Se han propuesto muchas teorías para explicar la existencia del acantilado de cristal.
La profesora de psicología de la Universidad de Houston, Kristin J. Anderson, afirma que las empresas facilitan posiciones de acantilado de cristal a las mujeres porque las consideran "más prescindibles y mejores chivos expiatorios". Según Anderson, las organizaciones que ofrecen a las mujeres trabajos difíciles lo hacen porque creen que ganan de cualquier manera: si la mujer tiene éxito, la empresa estará mejor; si fracasa, se la podrá culpar y la empresa no solo no estará peor, sino que además recibirá el crédito por haber sido igualitaria y progresista, y a continuación podrá volver a su práctica anterior de nombrar a hombres.
En sus estudios, Haslam y Ryan muestran cómo las personas creen que las mujeres están mejor preparadas para liderar empresas estresadas o en mala racha, ya que las consideran más afectuosas, creativas e intuitivas. Estos investigadores sostienen que no se espera necesariamente que las mujeres lideren mejor la situación, sino que se las ve como buenas gestoras de personas y, además, dispuestas a asumir la culpa del fracaso en la gestión.
Haslam sostiene que las mujeres ejecutivas son más propensas que los hombres a aceptar posiciones en acantilados de cristal porque no tienen acceso a la información de alta calidad y al apoyo que normalmente alertaría a los ejecutivos para que declinaran la oferta. Los profesores de la Universidad Estatal de Utah Ali Cook y Christy Glass afirman que las mujeres y otras minorías ven las ofertas de trabajo arriesgadas como su única oportunidad.
Un estudio de 2007 mostró que, entre las personas consumidoras de noticias del Reino Unido, las mujeres eran más proclives que los hombres a aceptar que el acantilado de cristal existe y es peligroso e injusto para las mujeres ejecutivas. Las participantes del estudio atribuyeron la existencia del acantilado de cristal a la falta de otras oportunidades para las mujeres ejecutivas, al sexismo y al favoritismo de los hombres dentro del grupo, es decir, al sesgo endogrupal masculino. Por contra, en opinión de los varones participantes en el estudio, las mujeres están menos preparadas que los hombres para desempeñar roles de liderazgo difíciles o para tomar decisiones estratégicas y, según ellos, el acantilado de cristal no está relacionado con el género.

## Implicaciones para las mujeres ejecutivas
Las posiciones en acantilados de cristal corren el riesgo de dañar la reputación y las perspectivas profesionales de las ejecutivas ya que, cuando una empresa obtiene malos resultados, la gente tiende a culpar a las mujeres por su deficiente gestión, sin tener en cuenta las variables situacionales o contextuales. Los investigadores han descubierto que a las mujeres en posición de liderazgo, una vez que han fracasado, les resulta más difícil que a los hombres tener segundas oportunidades, dado que cuentan con menos mentores y patrocinadores, así como con menos acceso a una red protectora de contactos.

## Ejemplos

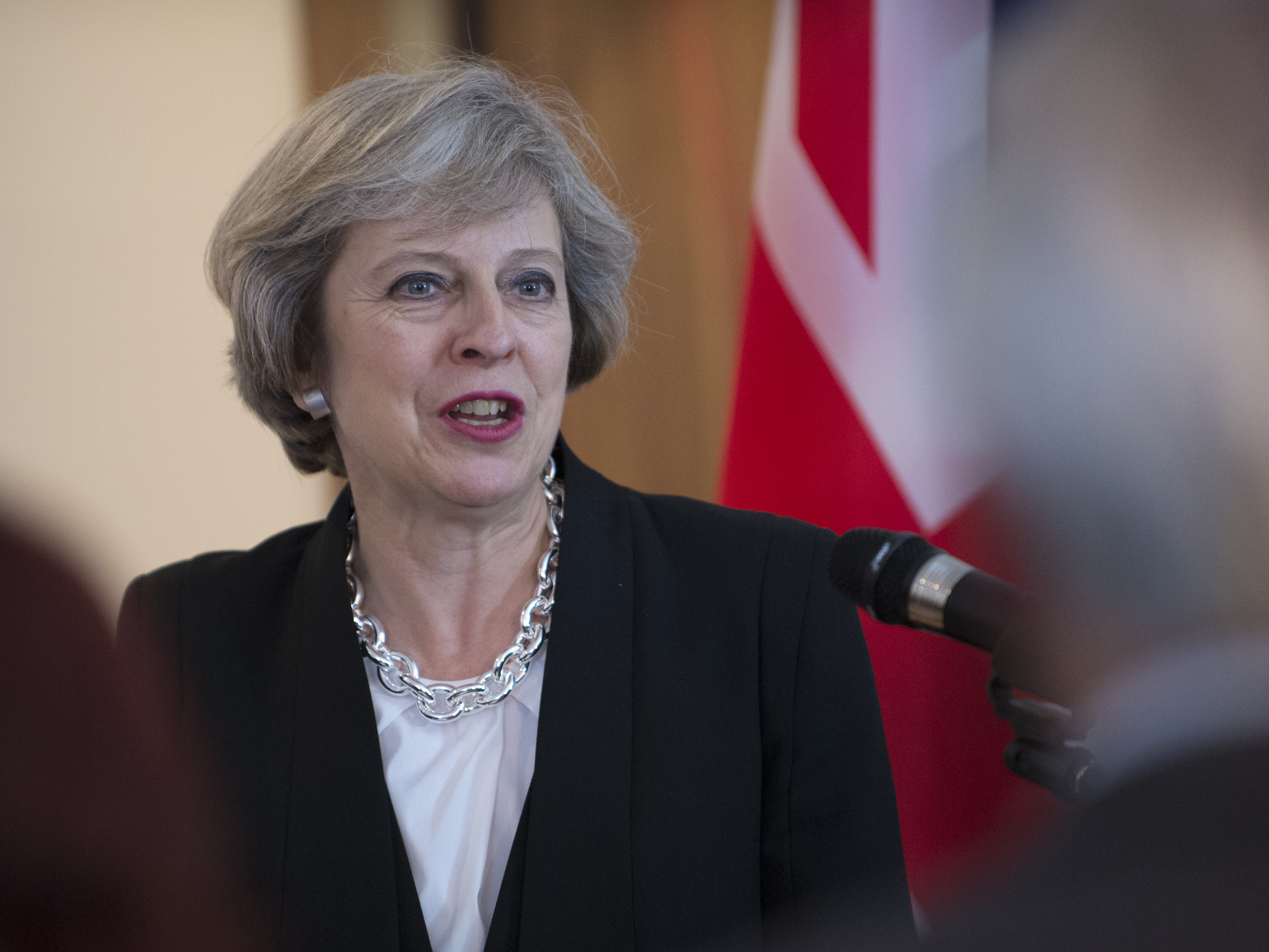
Theresa May en 2016

Los medios de comunicación han descrito los siguientes ejemplos del acantilado de cristal:
- En 1990, dos mujeres fueron nombradas jefas de gobierno en Australia: Joan Kirner heredó un significativo déficit en Victoria, mientras que Carmen Lawrence encabezó un partido que había sido previamente acusado de corrupción.[20] En 2009, Kristina Keneally fue nombrada primera ministra de Nueva Gales del Sur, en un momento en que las encuestas daban malos resultados a su partido, y finalmente salió derrotada en 2011.[21] Julia Gillard fue la primera mujer nombrada primera ministra de Australia y posteriormente fue apartada en medio de quejas sobre el procedimiento del partido para elegir representantes en el parlamento.[22][23]
- En 1993, el Partido Conservador Progresista canadiense, que se enfrentaba a índices de aprobación bajos y a una derrota casi segura en las siguientes elecciones generales, eligió a Kim Campbell, entonces ministra de Defensa, para reemplazar a Brian Mulroney como su líder. La elección supuso para los conservadores progresistas una de las derrotas más devastadoras en la historia canadiense, al pasar de 156 a solo 2 escaños.[24]
- En 2002, la por entonces poco rentable empresa de telecomunicaciones Lucent Technologies designó a Patricia Russo como directora ejecutiva y luego la reemplazó por Ben Verwaayen.[9]
- En 2008, después de la crisis financiera de Islandia, se nombró a varias mujeres para reparar la industria con el argumento de que perspectivas más amplias evitarían que ocurrieran los mismos errores.[25]
- En 2010, Dilma Rousseff fue nombrada candidata a la presidencia de Brasil por el Partido dos Trabajadores mientras estaban siendo investigados por la Policía Federal debido a denuncias por tramas de corrupción. Ganó las elecciones y luego, en 2014, la reelección. Más tarde, en 2016, fue ella misma la acusada.
- En 2011, Christine Lagarde fue nombrada directora gerente del Fondo Monetario Internacional, durante la crisis del euro y la intensificación de la crisis de la deuda soberana europea, especialmente en Grecia, con el temor inminente de incumplimiento de pagos.[3][4][26]
- En 2011, "una época horrible para los periódicos", Jill Abramson fue nombrada editora de The New York Times, y en 2014 fue despedida.[27]
- En 2012, Marissa Mayer abandonó una prometedora carrera en Google al ser nombrada directora ejecutiva de Yahoo!, que en ese momento atravesaba una etapa caótica y de grandes pérdidas al haber perdido una gran cuota de mercado frente a sus competidores.[3][28][29]
- En 2015, Ellen Pao, tras solo unos meses como directora ejecutiva de Reddit, renunció en medio de una gran controversia.[30] Gran parte de la polémica fue por el despido de la popular empleada de Reddit, Victoria Taylor, aunque el exdirector ejecutivo de Reddit, Yishan Wong, reveló que fue por decisión del cofundador Alexis Ohanian, no de Pao.[31][32][33]
- En 2016, Theresa May se convirtió en líder del Partido Conservador y primera ministra del Reino Unido después de que David Cameron renunciara debido al resultado de un referéndum para abandonar la Unión Europea y como consecuencia del cual cayó el valor de la libra esterlina a niveles no vistos en más de 30 años.[3][34][3]
- En 2020, Inés Arrimadas fue nombrada presidenta de Ciudadanos tras una debacle electoral en la que su partido pasó de 57 escaños en el Congreso a solo 10, motivo por el cual dimitió su predecesor, Albert Rivera.[3]
- En 2020, Sophie Wilmès se convirtió en la primera mujer primera ministra en Bélgica, justo durante la crisis del COVID-19.
- En febrero de 2021, Jane Fraser fue nombrada presidenta y directora ejecutiva de Citigroup, en plena pandemia de COVID-19,[35] como sucesora de Michael Corbat, bajo cuyo mandato cayeron con fuerza los ingresos de la entidad. Además, fue durante la presidencia de este cuando la entidad hizo, por error, una transferencia de 900 millones de dólares, en lugar de por 7,8 millones. 500 de esos millones seguían en litigio en los tribunales y pendientes de ser recuperados cuando Fraser ocupó el cargo.[36]

## Otras lecturas
- Gunter, Barrie: Why Women Should be Taken More Seriously in the Boardroom (Routledge, 2017).
- Oyster, Carol K.: "Perceptions of Power: Female Executives’ Descriptions of Power Usage by 'Best' and 'Worst' Bosses.". Psychology of Women Quarterly 16.4 (1992): 527-533.
- Ryan, M. K. (1 de septiembre de 2007). Managing Diversity and the Glass Cliff. Chartered Institute of Personnel and Development. ISBN 978-1843981909.
- Ryan, M. K.; Schmitt, M. T.; Barreto, M. (2009). The Glass Ceiling in the 21st Century. American Psychological Association. ISBN 978-1-4338-0409-0.
- Ryan, M. K.; Haslam, S. A. (2005). «The Glass Cliff: Evidence that women are over-represented in precarious leadership positions». British Journal of Management 16 (2): 81-90. doi:10.1111/j.1467-8551.2005.00433.x.
- Ryan, M. K.; Haslam, S. A. (2007). «The Glass Cliff: Exploring the dynamics surrounding the appointment of women precarious leadership positions». Academy of Management Review 32 (2): 549-572. doi:10.5465/amr.2007.24351856.
- Haslam, S. A.; Ryan, M. K. (2008). «The road to the glass cliff: Differences in the perceived suitability of men and women for leadership positions in succeeding and failing organizations». Leadership Quarterly 19 (5): 530-546. doi:10.1016/j.leaqua.2008.07.011.
- Bruckmüller, S.; Branscombe, N. R. (2010). «The glass cliff: When and why women are selected as leaders in crisis contexts». British Journal of Social Psychology 49 (3): 433-451. PMID 19691915. doi:10.1348/014466609x466594.
- Brescoll, V. L.; Dawson, E.; Uhlmann, E. L. (2010). «Hard won and easily lost: The fragile status of leaders in gender-stereotype-incongruent occupations». Psychological Science 21 (11): 1640-1642. PMID 20876882. doi:10.1177/0956797610384744.
- Ryan, M. K.; Haslam, S. A.; Kulich, C. (2010). «Politics and the glass cliff: Evidence that women are preferentially selected to contest hard-to-win seats». Psychology of Women Quarterly 34: 56-64. doi:10.1111/j.1471-6402.2009.01541.x.
- Haslam, S. A.; Ryan, M. K.; Kulich, C.; Trojanowski, G.; Atkins, C. (2010). «Investing with prejudice: The relationship between women's presence on company boards and objective and subjective measures of company performance». British Journal of Management 21: 484-497. doi:10.1111/j.1467-8551.2009.00670.x.
- Ryan, M. K.; Haslam, S. A.; Hersby, M. D.; Bongiorno, R. (2011). «Think crisis–think female: The glass cliff and contextual variation in the think manager–think male stereotype». Journal of Applied Psychology 96 (3): 470-484. PMID 21171729. doi:10.1037/a0022133.
- Kulich, C.; Ryan, M. K.; Haslam, S. A. (2014). «The Political Glass Cliff: Understanding How Seat Selection Contributes to the Underperformance of Ethnic Minority Candidates». Political Research Quarterly 67 (1): 84-95. doi:10.1177/1065912913495740.
- Cook, A.; Glass, C. (2014). «Women and Top Leadership Positions: Towards an Institutional Analysis». Gender, Work & Organization 21 (1): 91-103. doi:10.1111/gwao.12018.
- Cook, A.; Glass, C. (2013). «Glass Cliffs and Organizational Saviors: Barriers to Minority Leadership in Work Organizations?.». Social Problems 60 (2): 168-187. doi:10.1525/sp.2013.60.2.168.
- Wilson-Kovacs, D.; Ryan, M. K.; Haslam, S. A.; Rabinovich, A. (2008). «'Just because you can get a wheelchair in the building doesn't necessarily mean that you can still participate': barriers to the career advancement of disabled professionals». Disability & Society 23 (7): 705-717. doi:10.1080/09687590802469198.
- Vincent, Annette y Judy Seymour: "Mentoring among female executives.". Women in Management Review 9.7 (1994): 15-20.
- Zenger, J. y Folkman, J. "Are Women Better Leaders Than Men?" Harvard Business Review 15 (2012): 80-85. en línea (enlace roto disponible en Internet Archive; véase el historial, la primera versión y la última).

- Datos: Q5567098